# 黃希憲
黃希憲（1517年—1586年），字伯容，號毅菴、毅所，江西抚州府金谿縣顺政乡三十三都狮谿人（今属南城县沙洲镇），民籍，明朝政治人物。

## 生平
嘉靖二十八年（1549年）己酉科江西鄉試第五十八名舉人。嘉靖三十二年（1553年）中式癸丑科會試第二百六十七名，三甲第二百六十四名進士。吏部观政，初授行人。三十六年八月選授南京山东道試监察御史。四十三年十月升福建右参议，分守福宁。隆慶元年（1567年）京察谪直隶高邮州判，陞浙江绍兴府推官，兼署余姚县知县，歷台州府同知、四川保宁府知府，丁忧归，服阕补浙江嘉兴府知府。万历六年（1578年）八月升湖广按察司副使、整饬衡永柳桂兵备，兼督学政。因继母去世，回乡守孝，从此致仕。與徐良傅、王紹元、吳悌友善，俱為一時名臣。年七十卒，舒化銘其墓，後祀浙江名宦，邑祀鄉賢。

## 著作
著述有《蘭臺奏章》《盂城稿》《蓬莱稿》《入楚稿》《入蜀漫稿》《效颦眉初稿》《心政经》《乡族书》《农桑歌》等，皆已不傳。現僅存《續自警編》八卷。

## 家族
曾祖黃厚昌，壽官；祖父黃世芳；父黃文魁，母左氏；繼母王氏；繼母李氏；繼母張氏。兄黄琛（主簿）、黄希夔、弟黄希曾、黄希孟。